# Grindadráp
Pour les articles homonymes, voir Grind.
Le grindadráp est une tradition de chasse aux cétacés en vigueur dans les îles Féroé qui consiste à les conduire vers les berges, les hisser à l'aide de crochets (« blásturkrókur ») enfoncés dans l'évent avant de les tuer à l'aide de couteaux (« grindaknívur »). La traduction littérale du mot féroïen grindadráp, aussi abrégé en grind, est « mise à mort des baleines ». Historiquement, le grindadráp se pratiquait aussi à Terre-Neuve, au Groenland et dans d'autres archipels de l'Atlantique Nord comme les Orcades ou les Shetland mais, de nos jours, seules les Îles Féroé continuent à pratiquer cette forme de chasse.
Chaque année, certains habitants tuent par centaines des globicéphales noirs, principale cible de la chasse, mais également des dauphins à flancs blanc et des grands dauphins qui s'aventurent dans les fjords de l'archipel. Cette chasse est régulée par les autorités féroïennes[source insuffisante]. Elle est controversée en Europe, principalement quant à son éthique, mais aussi car la viande de globicéphale et d'autres cétacés, prédateurs qui ont au cours de leur vie bioaccumulé de nombreux polluants marins (HAP, PCB et métaux lourds dont mercure en particulier) est toxique et impropre à la consommation.

## Histoire, origines

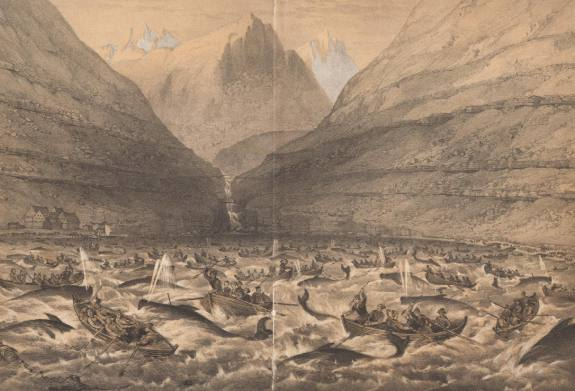
Chasse traditionnelle aux globicéphales en juin 1854 - British Maria Expedition.

Cette chasse est relatée pour la première fois en 1632 avec une première donnée quantitative concernant les prises faites en 1587, rapportée par l'ecclésiastique norvégien Peder Claussøn Friis selon qui « 300 petites baleines ont alors été harponnées, abattues et ramenées à terre », l'auteur ajoutant :« et cela s'est produit dans les temps anciens », indiquant que ce type de pêche n'était pas toute récente. On ignore quand elle est apparue, mais elle existe depuis avant 1584, peut-être depuis les premières colonies scandinaves, permettant de plus facilement nourrir la population de cet archipel relativement isolée (et au contexte pédologique rendant difficile l'élevage et l'agriculture),. Il est probable qu'à la préhistoire et/ou dans l'antiquité les humains aient d'abord profité des échouages de cadavres de baleines et d'autres cétacés morts ou agonisants échoués. Puis on a localement appris à provoquer l'échouage d'individus puis de groupes de ces animaux pour les tuer plus facilement sur le rivage : Le Seyðabrævið (document dont le titre peut être traduit « Lettre du mouton », écrit en 1298) évoque pour la première fois par écrit une méthode permettant de « conduire à terre » « une baleine » (le mot baleine est au singulier dans l'original) comparé aux autres méthodes consistant à trouver et exploiter une baleine morte en mer ou à la trouver déjà échouée sur la côte. Le Seyðabrævið apporte une première preuve écrite de chasse active à la baleine des Îles Féroé à la fin du XIIIe siècle, mais qui ne ressemble pas encore au grindadráp qui lui consiste à conduire à l'échouage d'une dizaine à une centaine de cétacés.
Le globicéphale et d'autres mammifères marins ont ainsi été durant plusieurs siècles une source de nourriture et de matériaux et matières (ex. : huile d'éclairage) très appréciée des féroïens. Les cuirs servaient à fabriquer des lignes et des cordes de pêche, les estomacs étaient utilisés comme flotteurs de pêche et d'autres parties des animaux servaient à fabriquer des chaussures, des outils.
La cuisine féroïenne a longtemps été presque exclusivement issue de produits d'origine marine et animale, car seuls 2 % environ des 1 393 km2 de terres y conviennent aux cultures arables. En hiver, les insulaires mangent traditionnellement beaucoup d'aliments salés et/ou séchés (mouton, poisson, oiseaux marins et de la viande et de la graisse de mammifères marins). En 1928, le Département de médecine et de santé publique des Îles Féroé considèrait que la consommation de viande de cétacés était presque la seule source de protéine animale des Îles Féroé.
Des éléments de registres de chasse à la baleine ont été retrouvés pour la période de 1584 au début du XVIIIe siècle, mais incomplets et/ou incohérents. Par contre, de 1709 à nos jours, les Féroïens ont conservé des registres de chasse à la baleine précis, cohérents et ininterrompus ; « sûrement... l'une des plus longues séries de statistiques de chasse à la baleine disponibles dans le monde » notait en 1975 Mitchell pour l'UICN.
Ces données révèlent notamment qu'à la fin du XVIIIe siècle, les Féroïens ont craint la fin du grindadráp car à partir de 1755 et durant deux décennies aucun globicéphale n'a pu être tué dans toutes les Îles Féroé, les baleines ne s'étant pas présentées dans ces eaux. Cette disparition provisoire des cétacés dans les Feroé a été constaté par les iliens à partir de la décennie 1730. On estime rétrospectivement, qu'elle est probablement induite par les modifications de températures, de courants et de ressources alimentaires marines liées à la survenue du petit âge glaciaire, un bref mais net refroidissement climatique surtout localisée sur l'Atlantique nord du début du XIVe à la fin du XIXe siècle. Une reprise des chasses laisse penser que les migrations de globicéphales ont progressivement repris dans la région à partir des années 1770 pour retrouver leur niveau antérieur dans les années 1830.
Depuis l'après guerre, chaque année, près de 1 000 dauphins et globicéphales sont tués (voire beaucoup plus en 2017 et 2021 par exemple). La chasse aux groupes de cétacés est ouverte toute l'année aux Îles Féroé (avec en moyenne, sept grindadráp par an et un nombre de prises très variables selon les années (moyenne à long terme est de 868 cétacés/an) ; les globicéphales sont principalement tués en été car l'archipel est alors un point d'étape le long de leurs « couloirs » de migration.
La nourriture ainsi recueillie correspond à 30 % de la consommation alimentaire sur cette île, et une des rares sources de protéine animale disponible.
En 1978, des orques furent aussi tuées lors d'un grind mais cela ne s'est jamais renouvelé depuis. En revanche, les grind aboutissent parfois à l'abattage d'espèces non autorisées comme le dauphin de Risso (annexe 2 de la CITES) ou plus rares comme des baleines à bec.
Tous les dauphins sont chassés selon la même méthode que les globicéphales, sauf les marsouins qui ont progressivement été individuellement abattus au fusil dans les fjords, hors des grinds.
Si l'on se base sur les séries statistiques précises des registres Féroïens disponibles depuis 1709, le nombre moyen de baleines tuées, par le Grindadráp depuis 1709 était (calcul produit vers 2015) de 124 animaux par an (soit plus de 38 000 baleines tuées par les Féroïens entre 1709 et 2015), mais selon les décennies, les chiffres varient considérablement. La décennie entière, aucune capture n'a été enregistrée alors que la décennie 1980 a connu la plus grande capture décennale de l'histoire du grindadráp : plus de 21 000 cétacés en 10 ans. La série statistique de 300 ans semble révéler un cycle de 120 ans environ avec un pic de capture tous les 120 ans, qui pourrait être dû à l'Oscillation atlantique multidécennale, à l'Oscillation nord-atlantique liée au système climatique du nord de l'océan Atlantique et corrélée à l’oscillation arctique (hypothèse et lien de cause à effet encore à confirmer).

## Chasse

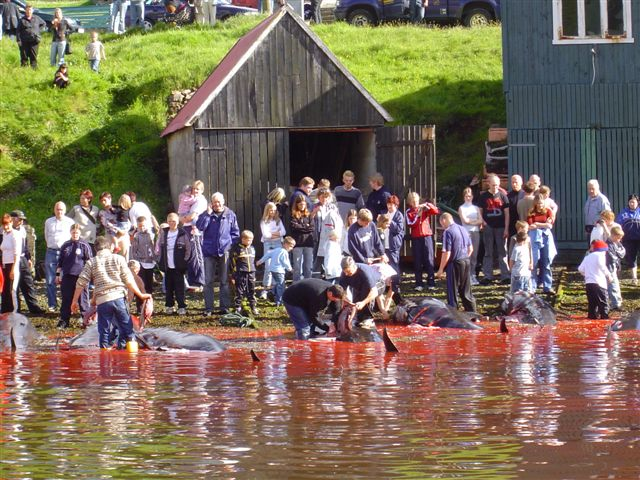
Des habitants rassemblent les globicéphales noirs sur le bord de mer pour les tuer puis les dépecer (ici à Vágur au Suðuroy, le 28 juin 2004).

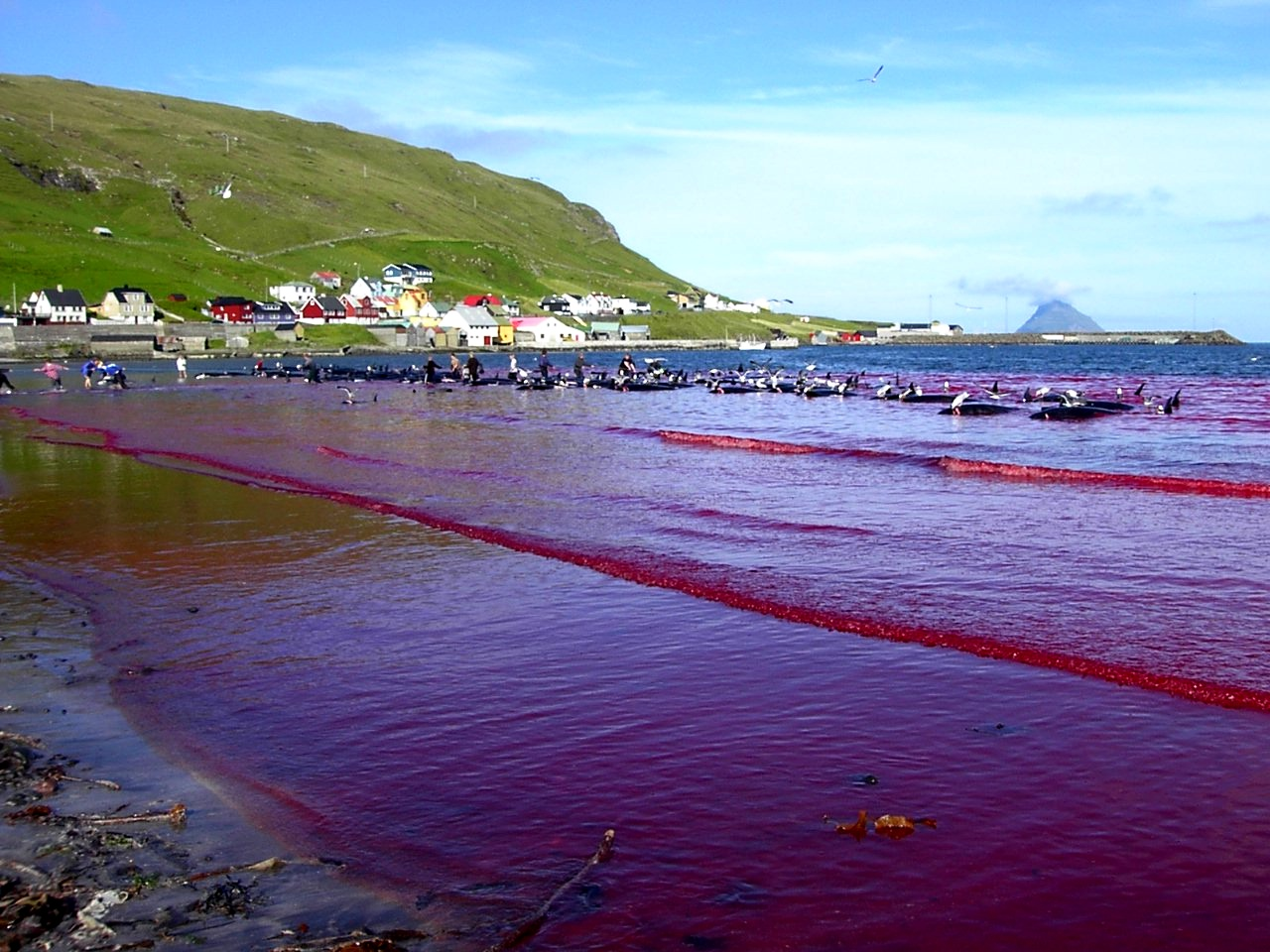
La mer rougie par le sang des globicéphales noirs.

Traditionnellement, la chasse se déroule normalement en cinq étapes principales : le repérage (grindabođ), la chasse (grindarakstur), l'abattage (grindadráp), la danse (grindadansur) qui se déroule rarement à notre époque puisque tout le monde repart dès la fin du dépeçage et de la distribution (grindabỷti).
Les chasses étaient initialement non commerciales et organisées de façon communautaire. De nos jours, toute la viande n'est plus consommée mais celle qui l'est est partagée au sein de la communauté en fin de chasse. Elle n'est en principe pas revendue, sauf dans les restaurants qui en proposent pour les touristes.[réf. nécessaire], et, selon le site internet du Gouvernement consulté début 2022 : « Cependant, dans certains supermarchés et sur les quais, la viande et la graisse de baleine sont parfois disponibles à la vente ».

### Repérage
Traditionnellement et historiquement, le repérage des cétacés nécessitait d'allumer des feux pour indiquer qu'un groupe de globicéphales était en vue. La transmission du message pouvait également passer par des coureurs à pied, des rameurs, ou par le cri. Ce n'est plus le cas de nos jours : le repérage des groupes de globicéphales et de dauphins est effectué par les pêcheurs ou les ferrys qui assurent la liaison entre les îles de l'archipel. Les méthodes traditionnelles ont été supplantées par des technologies modernes qui facilitent largement la localisation des cétacés. Ainsi, l'usage du téléphone mobile, des sonars et de la VHF sont devenus incontournables.

### Conduite des cétacés jusqu'aux plages d'abattage

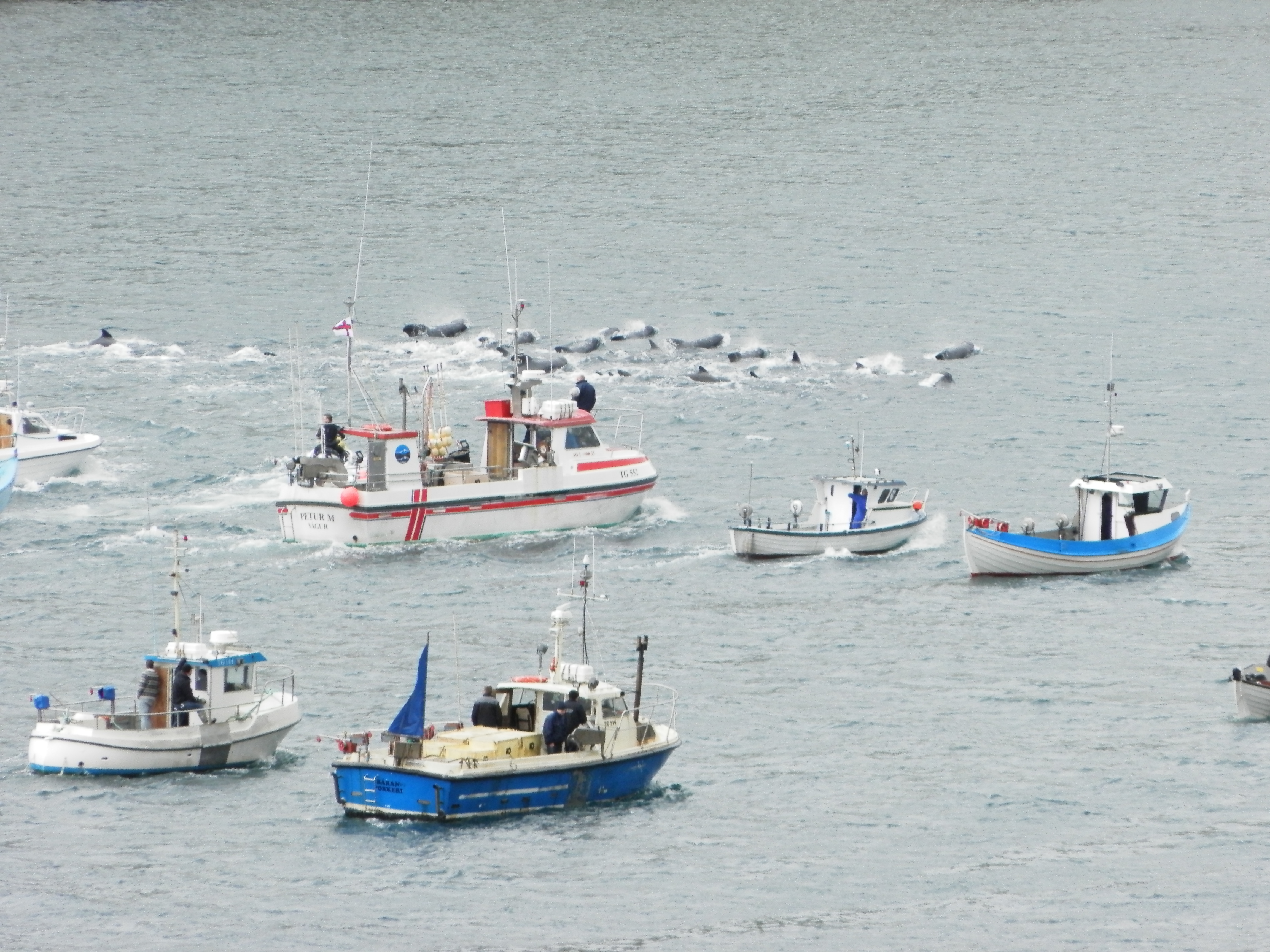
Chasse aux globicéphales à Vágur, Suðuroy en août 2012.

Une fois le groupe de cétacés repéré, les chasseurs entourent les animaux avec un large demi-cercle de bateaux. Ceux-ci rabattent alors lentement les cétacés dans une baie ou au fond d'un fjord pour les amener au bord d'une plage autorisée pour l'abattage. Le guidage des animaux est largement facilité par l'habitude qu'ont les globicéphales de suivre les embarcations en nageant à leur proue, d'où leur nom de baleines pilotes.
Les lieux d'échouage sont réglementés, et il est interdit par la loi féroïenne d'échouer les cétacés dans des lieux où les conditions ne sont pas appropriées. Il existe 23 sites légaux répondant aux critères fixés pour pouvoir tuer les globicéphales et les dauphins (pente douce, absence d'eaux profondes) : Bøur, Fámjin, Fuglafjørður, Húsavík, Hvalba (et Nes-Hvalba), Hvalvík, Hvannasund, Klaksvík, Leynar (en), Miðvágur, Norðragøta, Norðskáli (en), Sandur, Syðrugøta, Tjørnuvík, Tórshavn, Tvøroyri, Vágur, Vestmanna, Viðvík et Øravík.

### Abattage

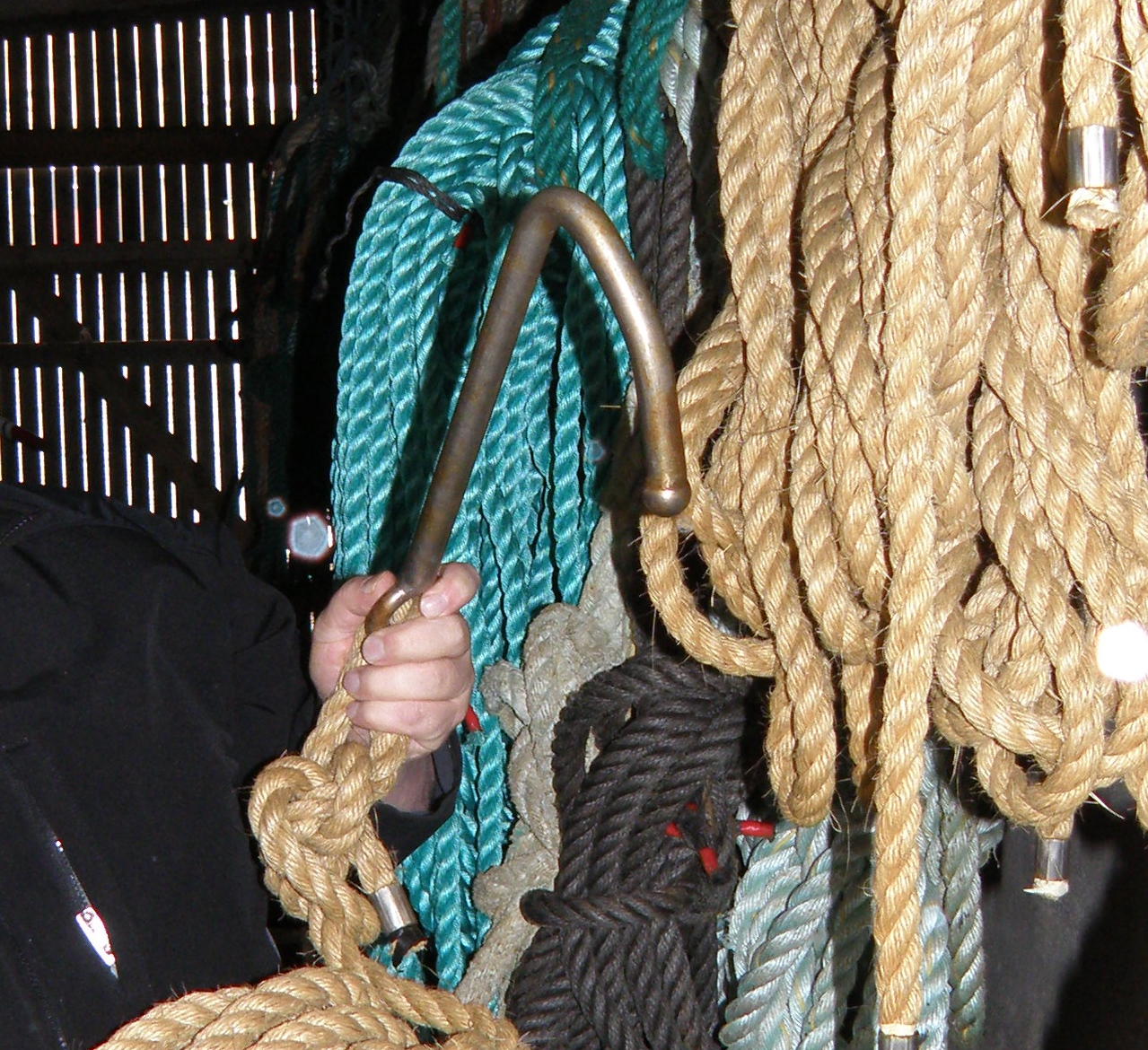
Blásturongul.

Une fois le groupe de cétacés piégé dans une baie, les individus sont hissés sur la berge à l'aide de crochets (blásturkrókur) insérés dans l'évent de l'animal puis abattus à l'aide de couteaux traditionnels (grindaknívur (en)). Tous les individus du groupe capturé sont alors tués sans exception (y compris les jeunes et les femelles gestantes). L'abattage se veut rapide et « sans douleur » mais dans les faits, il faut parfois plusieurs minutes pour parvenir à sectionner la colonne vertébrale du cétacé surtout à la fin de grind, qui dure quelquefois plusieurs heures. Des observateurs de l'autorité de protection de l'environnement de Londres ont notamment rapporté une agonie d'un quart d'heure entre le premier coup de gaffe et la mort de l'animal qui est parfois achevé par un vétérinaire. Ils rapportent également les cris lancés par les dauphins lors de l'abattage.

### Réglementation

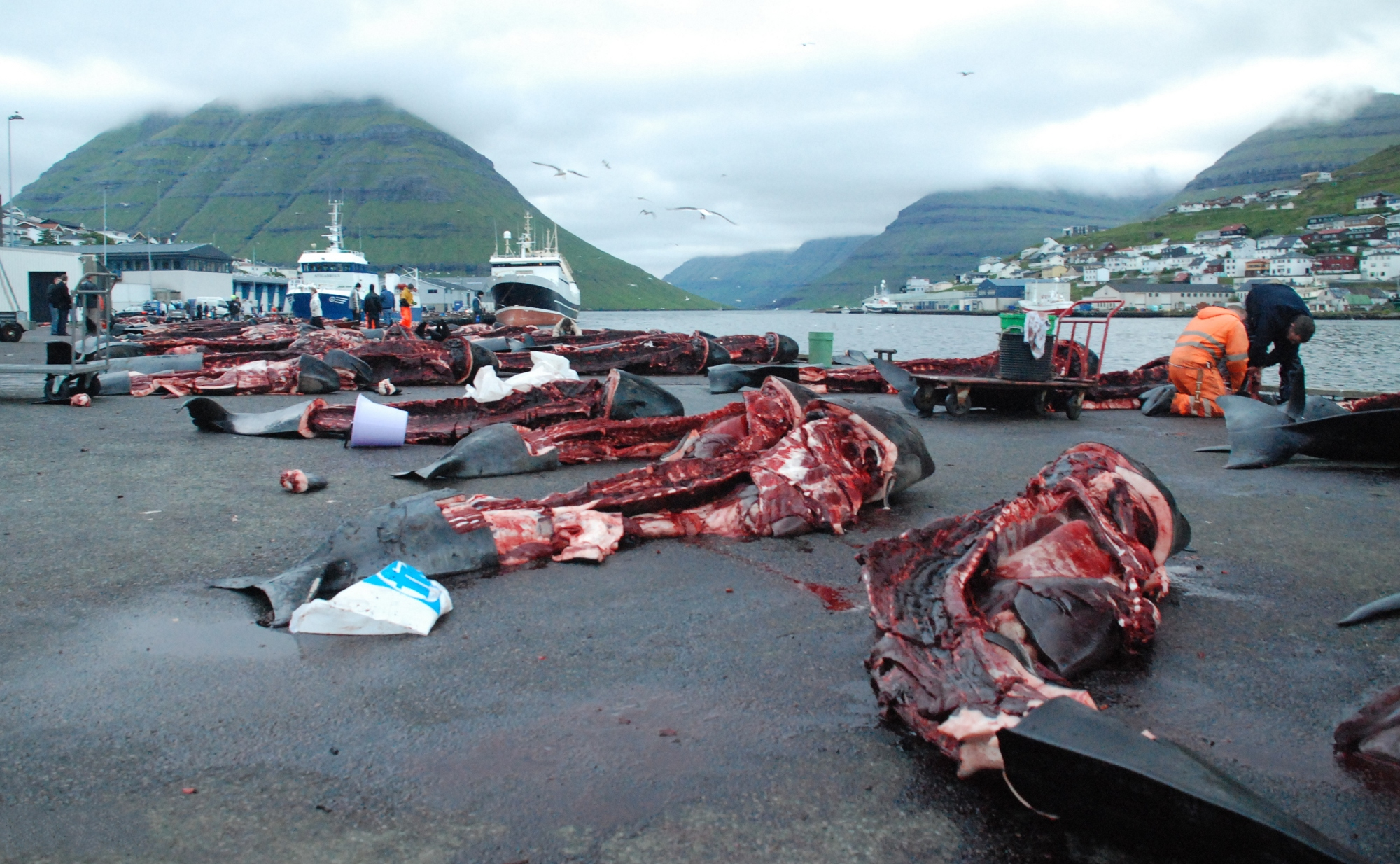
Dépeçage des globicéphales noirs à la fin du grind, à Klaksvik, en juillet 2010.

Depuis 1832, selon la loi féroïenne (dans ce cas en grande partie issue du droit coutumier et de la culture féroïenne) (Petersen et Mortensen 1998), les activités de chasse à la baleine se pratiquent exclusivement sur certaines plages et « baies de chasse à la baleine » dûment approuvées et répertoriées par le gouvernement. selon Fielding, ces zones dédiées (hvalvágir en féroïen) sont souvent celles qui avaient déjà la plus longue histoire de grindadráp, avant la création de la liste officielle et/ou ce sont des plages adjacentes aux villes et villages culturellement ou économiquement importants. La liste peut évoluer en intégrant de nouvelles zones de grindadráp, ou en interdisant d'autres jugées pas assez sûres ou efficaces. Pour limiter la durée de souffrance et d'agonie des animaux, depuis 2015, Les personnes donnant le coup de grâce aux animaux doivent avoir suivi une formation et obtenu un permis (une licence) .
Un chef de grind (grindaformenn) décide de qui peut prendre part à l'abattage des cétacés (uniquement des hommes). En revanche, pour enfoncer les grands hameçons dans les évents, hisser les cétacés sur la berge et les dépecer, n'importe qui peut participer, hommes, femmes, y compris les enfants qui sont souvent conviés.
Cette chasse se pratique toute l'année, quand des animaux se présentent en groupe, et la tradition veut que les baleiniers ne font jamais un métier de cette activité, et qu'ils ne cherchent pas intentionnellement les cétacés en mer, ces derniers étaient souvent considérés comme un « don de Dieu » d'après Weihe et Joensen (2012), les baleiniers les poussent à l'échouage, uniquement après que quelqu'un d'autre ait repéré l'approche d'un groupe d'animaux à proximité. Aucun participant au rabattage et à la mise à mort n'est rémunéré autrement que par des parts de viande et de graisse.
Les parts de viande et graisse sont distribuées gratuitement aux personnes classées comme méritantes par les autorités. Selon le lieu et la quantité d'animaux abattus, seuls les habitants du village le plus proche du grindadráp en bénéficieront ou la distribution s'étendra géographiquement.
Selon Fielding (2018) et d'autres, le fait que cette chasse soit pratiquée par des amateurs, n'enclenchant le grindadráp que quand des baleines ont été aperçues, a permis de moins capturer et tuer d'animaux que si elle pouvait se pratiquer partout et de manière proactive, et pourrait expliquer que le grindadráp ait pu perdurer sans faire disparaitre les espèces chassées. Théoriquement, si une communauté est jugée par les autorités déjà bien approvisionnés en viande et graisse, et qu'on signale des baleines à proximité, les autorités ne devraient pas autoriser un nouveau grindadráp ; autrement dit : théoriquement, les baleines inutiles localement ne devraient pas être tuées, à la différence de ce qui se pratique avec la chasse baleinière encore pratiquée en Islande, au Japon et en Norvège. Selon Fielding (2018), les Féroïens gèrent ainsi cette ressources halieutique de manière durable, à la manière de sociétés traditionnelles comme on en voit rarement sur le continent européen, mais d'autres dénoncent, preuves à l'appui,, un nombre d'animaux tués bien supérieur à ce qui sera réellement consommé.

### Chiffres
| année | Globicéphales | Dauphins à flancs blancs | Grands dauphins | Dauphins de Risso | Baleines à bec | Total |
| ----- | ------------- | ------------------------ | --------------- | ----------------- | -------------- | ----- |
| 2000  | 588           | 265                      | 0               | 0                 | 3              | 856   |
| 2001  | 918           | 546                      | 6               | 0                 | 0              | 1470  |
| 2002  | 626           | 773                      | 18              | 0                 | 6              | 1423  |
| 2003  | 503           | 186                      | 3               | 0                 | 0              | 692   |
| 2004  | 1012          | 333                      | 0               | 0                 | 0              | 1345  |
| 2005  | 302           | 312                      | 0               | 0                 | 1              | 615   |
| 2006  | 856           | 622                      | 17              | 0                 | 0              | 1495  |
| 2007  | 633           | 0                        | 0               | 0                 | 3              | 636   |
| 2008  | 0             | 1                        | 0               | 0                 | 7              | 8     |
| 2009  | 310           | 170                      | 1               | 3                 | 2              | 486   |
| 2010  | 1107          | 14                       | 0               | 21                | 0              | 1142  |
| 2011  | 726           | 0                        | 0               | 0                 | 0              | 728   |
| 2012  | 713           | 0                        | 0               | 0                 | 2              | 715   |
| 2013  | 1104          | 430                      | 0               | 0                 | 0              | 1524  |
| 2014  | 48            | 0                        | 0               | 0                 | 5              | 53    |
| 2015  | 501           | 0                        | 0               | 0                 | 2              | 503   |
| 2016  | 295           | 0                        | 0               | 0                 | 0              | 295   |
| 2017  | 1203          | 488                      | 0               | 0                 | 0              | 1691  |
| 2018  | 624           | 256                      | 0               | 0                 | 5              | 885   |
| 2019  | 682           | 10                       | 0               | 0                 | 2              | 694   |
| 2020  | 576           | 35                       | 0               | 0                 | 11             | 622   |
| 2021  | 666           | 1423                     | 0               | 0                 | 0              | 2089  |

- Globicéphales
- Dauphins à flancs blancs
- Grands dauphins
- Dauphins de Risso
- Baleines à bec

## Médiatisation dans le monde
Une thèse (Sanderson, 1992) a porté sur la littérature se rapportant à la chasse à la baleine dans les Îles Féroé. L'auteur y montre que longtemps, le grindadráp n'a pas suscité de controverse particulière, ni localement ni hors des îles. Il a d'abord été évoqué comme un évènement marquant de la vie des féroïens, plus ou moins précisément rapporté par les récits de voyage, par des européens et américains ayant visité les Îles Féroé durant le XIXe siècle. Le grindadráp était aussi présenté comme un moyen ingénieux de subsistance des iliens.
En 1982, pour l'American Cetacean Society (association créée par des citoyens qui songeaient à lutter contre la faim dans le monde en « élevant » des baleines et qui se sont aperçus que les baleines elles-mêmes avaient besoin d'être sauvées) et qui s'autodéclarait en 2018 « premier groupe de conservation des baleines, des dauphins et des marsouins au monde ») - Michael Moore présentait le grindadráp en invitant à ne pas préjuger de la question de la chasse à la baleine globicéphale sur sa justification morale, ou sur sa durabilité.
En 1984, un documentaire danois fait connaitre le grindadráp à de nombreux téléspectateurs danois et européens et l'année suivante (1985) la Humane Society of the United States appelle « à la réduction de cette chasse aux Féroé » , alors que la Sea Shepherd Conservation Society envoie un bateau sur place pour documenter le grindadráp et tenter de le décourager.
Plusieurs campagnes internationales ont ensuite cherché à faire interdire le grindadráp, principalement pour des raisons d'éthique animale, dont via (dans les années 1990) des appels à boycotter les fruits de mer féroéïens. En 2008, les autorités féroïennes considéraient encore ce risque de boycott comme l'une des principales menaces à la poursuite du grindadráp .

## Controverses

### Légalité
L'ONG Sea Shepherd Conservation Society conteste la légalité de cette chasse en vertu de la Convention relative à la conservation de la vie sauvage et du milieu naturel de l'Europe. Mais, il faut savoir que bien que le globicéphale noir et les autres dauphins concernés soient inscrits[source insuffisante] dans cette convention, ces espèces ne sont pas considérées comme des espèces protégées par les traités internationaux ni même menacées (exception faite du dauphin de Risso) bien que les effectifs globaux de globicéphales en particulier soient assez mal connus,,[source insuffisante].
La chasse aux dauphins est séculaire et légale dans ces îles danoises dont le statut autonome[source insuffisante] fait que même si le Danemark est signataire des conventions européennes, ces textes ne s'appliquent pas d'office dans les Îles Féroé[source insuffisante].

### Une chasse «traditionnelle»? soutenable? pérenne?
Traditionnellement, le grind se pratiquait au moyen de barques manœuvrées à la rame, était une source vitale de nourriture, et l'occasion d'une fête et de danses traditionnelles (le grindadansur) ; en 1835, Christian Pløyen, gouverneur danois (amtmand) des Îles Féroé a publié une ballade « baleinière » dite grindavísan.
À présent, les globicéphales sont pourchassés par des vedettes rapides, des motomarines et éventuellement repérés par des hélicoptères — comme pour le grind du 23 novembre 2011 de Tórshavn, la capitale de l'archipel. La localisation des dauphins est également largement facilitée par l'usage des téléphones mobiles, des sonars et de la VHF — alors que les anciens Féroïens devaient allumer des feux pour indiquer qu'un groupe de globicéphales était en vue. Cette chasse à la baleine est réglementée par les autorités des Îles Féroé, mais pas par la Commission baleinière internationale en raison de désaccords à propos de la compétence juridique de la Commission pour les petits cétacés.
Comme pour d'autres formes de chasse à la baleine et aux cétacés, des débats intenses existent entre les pays et personnes chasseurs de cétacés et les pays et personnes souhaitant la protection intégrale des baleines et cétacés (le débat sur ce sujet est exacerbé au Japon et en Islande où les conservationnistes et les « chasseurs locaux de cétacés » peinent parfois à trouver des compromis).
Depuis le sommet de la Terre à Rio, la plupart des ONG environnementales admettent les chasses traditionnelles quand elles sont réellement une source de nourriture pour des populations autochtones et s'il n'y a pas de surexploitation des populations-proies. Ainsi, concernant la chasse aux globicéphales des Féroéens, après une période d'opposition ferme au début des années 1980, Greenpeace a considéré que le Grindadráp était une activité « traditionnelle ». Cependant, les preuves archéologiques et scientifiques de la chasse à de grands groupes de petites baleines et de la consommation de viande de baleine aux Féroé même telles que pratiquées au début du XXe siècle (ainsi que dans d'autres colonies nordiques) sont discutées.
Certains Féroïens estiment que cette tradition est « durable » au motif qu'elle se perpétue depuis au moins quelques siècles et qu'à l'échelle de la planète, le prélèvement reste minime ; l'Union internationale pour la conservation de la nature (UICN) estime que la chasse menée depuis des siècles aux Îles Féroé n'a pas résulté en une diminution détectable des effectifs de globicéphales. Début 2022, la position officielle, relayée par le site internet gouvernemental, est que « le nombre total de globicéphales capturés aux îles Féroé peut fluctuer d'une année sur l'autre. La capture moyenne d'environ 800 baleines par an n'est pas considérée comme ayant un impact significatif sur l'abondance des globicéphales, estimée à environ 778 000 ».
Divers groupes promouvant le respect des droits des animaux et/ou le bien être animal critiquent cette chasse qu'ils jugent cruelle, et d'autant plus inutile que la chair de la plupart des cétacés abattus n'est pas consommée et ne peut l’être en raison des polluants qui s'y sont accumulés. En 2021, la quantité de dauphins tués a été telle qu'il a fallu en incinérer une partie.

### Charniers sous-marins
En 2010, avec son documentaire Féroé lʼarchipel blessé, l'ethno-cétologue, réalisateur, photographe et écrivain François-Xavier Pelletier met au jour des charniers sous-marins,, prouvant de fait que la viande de globicéphale n'est quasiment pas consommée.
En juillet et août 2011, l'association écologiste Sea Shepherd Conservation Society a réalisé une campagne d'action contre le grind. Alors que ces deux mois sont généralement les plus sanguinaires de l'année (700 cétacés tués l'année précédente), aucun dauphin n'a pu être tué par les Féroïens du fait des actions de ces militants. En 2014, Sea Shepherd a renouvelé son opération afin de faire cesser cette tradition et seuls 53 globicéphales et 5 baleines à bec ont été tués lors de cette saison alors que plus de 1 500 cétacés avaient été abattus l'année précédente.
En 2021, un nouveau record aurait été battu avec 1428 dauphins abattus en une seule journée (décompte confirmé par les autorités locales), lui-même suivi de l'abattage supplémentaire de dizaines de dauphins tués moins de deux semaines après.

### Tradition, divertissement, sport?

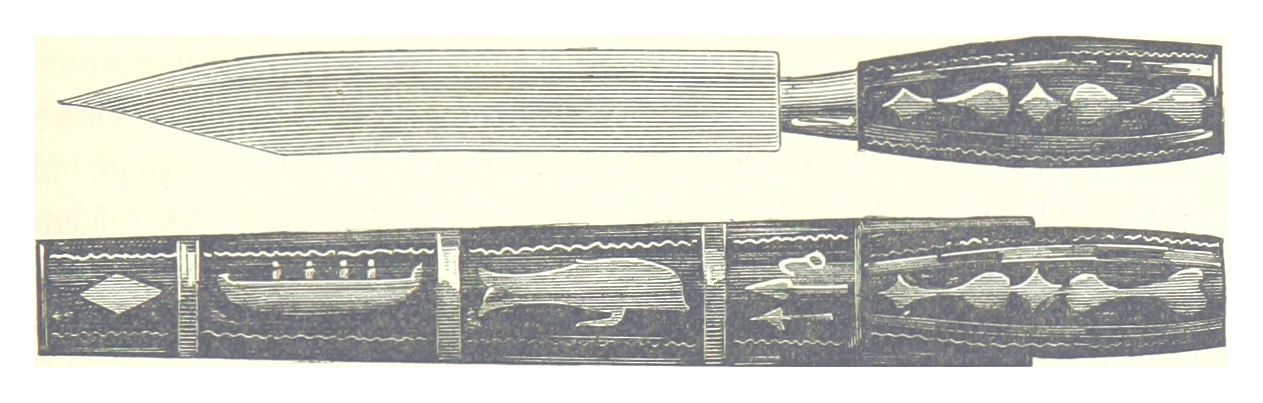
Coutelas décoré dit grindaknívur, utilisé aux Îles Féroé pour tuer les globicéphales et d'autres mammifères marins poussés à s'échouer pour y tués et dépecés ; inséré derrière l'évent de l'animal, la lame tranche la chair transversalement à la colonne vertébrale et est enfoncée jusqu'à sectionner sa moelle épinière, puis est secouée d'avant en arrière pour couper les vaisseaux sanguins alimentant le cerveau de la baleine

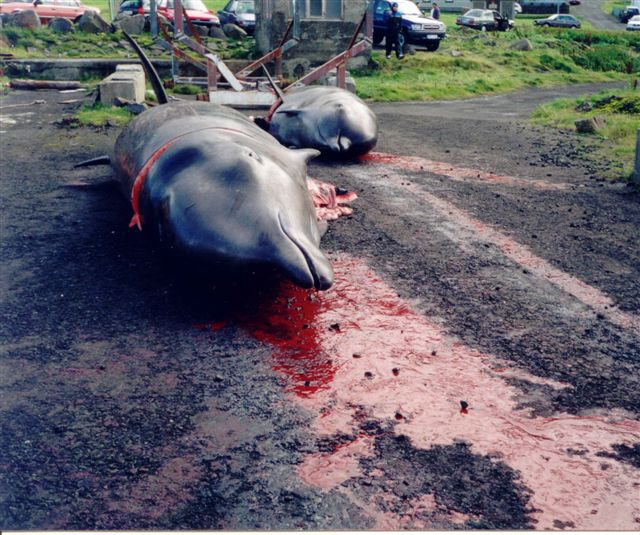
Deux dauphins, victimes collatérales de la chasse dans la baie de Nes à Hvalba au Suðuroy.

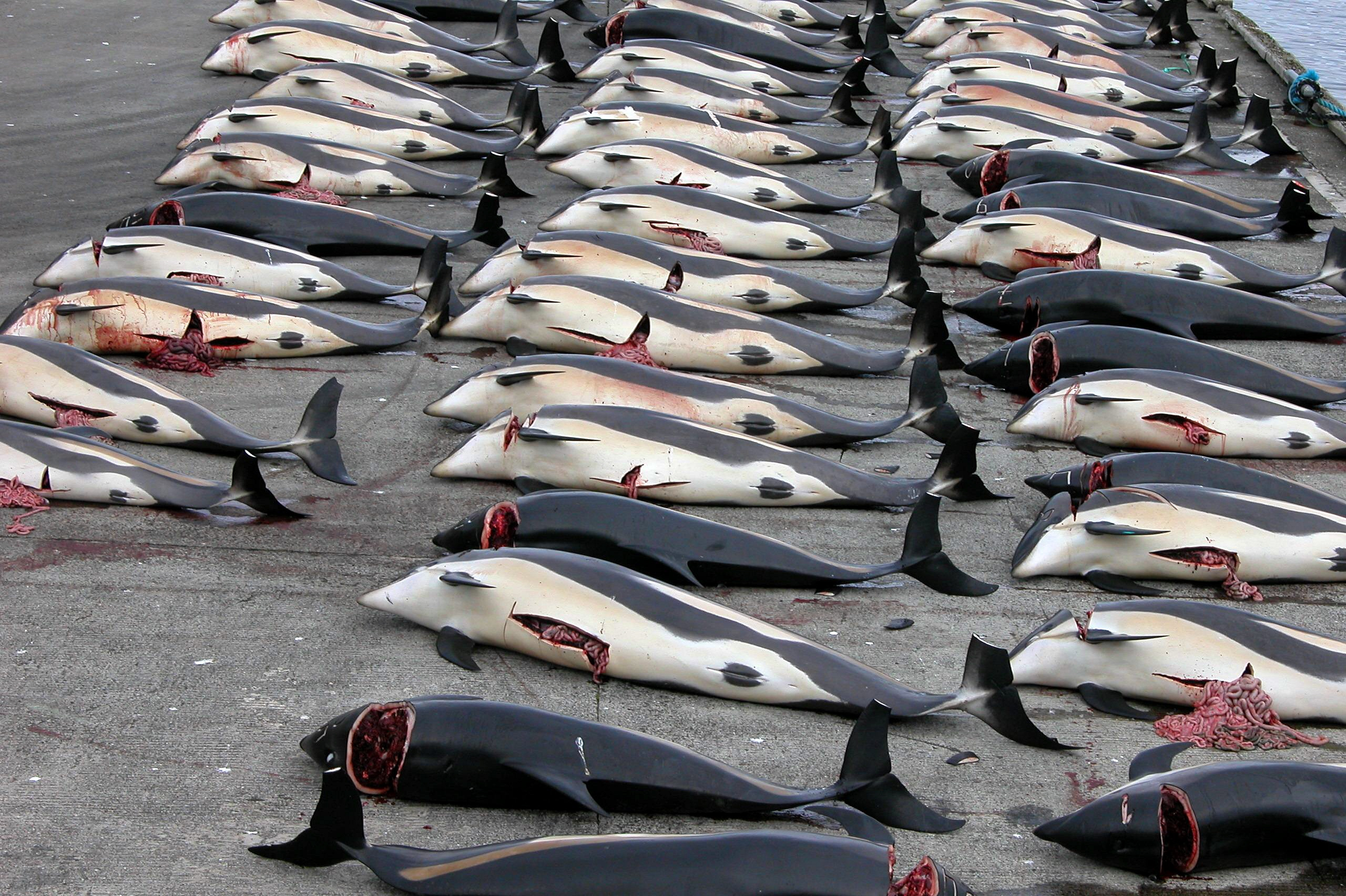
Dauphins alignés sur un dock en béton à Hvalba, 26 août 2006.

La nécessité de cette chasse à notre époque est remise en cause par les opposants car les raisons évidentes de survie et de ressources alimentaires qui étaient avérées par le passé ne le sont plus, la viande des animaux prédateurs étant en outre le réceptacle de nombreux polluants pas, peu, difficilement ou lentement dégradables.
Les Féroïens qui légitiment ou défendent cette chasse le font généralement pour raison culturelle et politique ; elle est un motif récurrent de la littérature et de l'art féroïen (ex. : peintures grindadráp de Sámal Joensen-Mikines, exposées au musée d'art féroïen de Tórshavn). La toponymie féroïenne évoque souvent de la culture baleinière (ex. : le nom de la ville de Hvalvík signifie « baie des baleines »).
Mais selon des sociologues Ragnheiður Bogadóttir et Elisabeth Skarðhamar Olsen (2017), cette pêche est un symbole de résistance au capitalisme, mais peut aussi maintenir des attitudes non soutenables à l'égard de l'environnement « en déconstruisant simultanément les principes centraux du système alimentaire mondial et comparent favorablement le grindadráp avec les injustices et les cruautés de l'approvisionnement alimentaire industriel. En ce sens (...) le grindadráp constitue non seulement une alternative localement significative aux pratiques économiques dominées par la croissance, mais peut également, à ce titre, inspirer les Féroïens à réduire leur engagement dans des activités économiques qui ont un impact négatif sur l'environnement et perpétuent les effets sociaux et environnementaux ». L'écrivain féroïen Joan Paul Joensen affirme « que ce soit un sport ou pas, dans le sens où on l'entend habituellement, il ne fait pas l'ombre d'un doute que le grind est une vraie source d'excitation et une occasion pour se réunir dans une existence autrement monotone ».
Une partie des féroïens n'y est cependant plus favorable et souhaite mettre fin à cette coutume, dont pour favoriser le tourisme basé sur l'observation des cétacés,. Pour de nombreuses associations de défense de l'environnement et des cétacés, le grind est donc devenu une sorte de divertissement sous couvert culturel, mais sans légitimité en termes de ressource alimentaire, puisqu'un nombre croissant de carcasses sont abandonnées ou incinérées.
Après la chasse de 1400 cétacés dans la seule journée du 12 septembre 2021, qui a suscité une vive émotion même dans l’archipel, le gouvernement a annoncé vouloir évaluer le système de régulation de la chasse aux dauphins à flancs blancs de l’Atlantique, selon un communiqué du premier ministre Bárdur á Steig Nielsen, sans remettre en cause le « grind » supposé ne pas viser cette espèce.

### Accidents de chasse
Le samedi 13 février 1915, lors d'une chasse aux cétacés à Sandvík réunissant des hommes venus des villages de Sandvík et Hvalba, lors du trajet, deux bateaux ont chaviré en raison d'une mer très agitée. Sur les quinze hommes à bord de ces deux embarcations, quatorze se sont noyés et un seul a pu être secouru.

## Toxicité de la viande de globicéphale et d'autres cétacés à dents
Autrefois, dans les environnements froids, la viande et la graisse des mammifères marins étaient réputées être très nourrissantes et avoir un effet protecteur. Dans les années 1970, les médecins scolaires des Féroées écrivaient encore aux parents d'élèves des notes leur demandant de s'assurer que la graisse de cétacés figurait bien au menu des petit-déjeuners de leurs enfants.
Cependant, les réseaux trophiques de l'Atlantique Nord ont été depuis le XIXe siècle très pollués par de nombreux contaminants issus de l'industrie, l'agriculture, les transports, les ports et les rejets urbains. Or, le globicéphale noir est un petit rorqual classé parmi les « baleines à dents », qui sont situées aux plus hauts niveaux de la pyramide alimentaire. Pour cette raison, et vivant en partie dans des régions subarctiques exposées au phénomène de pluie de mercure,,,,, ces animaux bioaccumulent de nombreux polluants et métaux lourds dans leur organisme, en particulier dans la graisse, les muscles et des organes de détoxication tels que le foie et le rein. On a commencé par s'apercevoir que ces cétacés présentaient des taux très élevés de mercure, de sélénium, de cadmium et de PCB. Les métaux lourds sont notamment neurotoxiques (selon un rapport de l'Autorité européenne de sécurité des aliments datant du 20 février 2008, « le système nerveux est le premier site de toxicité chez les animaux et chez les humains »). Les taux de mercure océanique augmentent dans le monde, et pourraient encore s'accroitre avec la fonte des permafrosts qui en contiennent de très grandes quantités. De nombreux PCB et organochlorés ont été interdits, mais ils sont si stables qu'ils ont a peine diminué dans la graisse des baleines à dents et d'autres, sont apparus, massivement disséminés dans l'environnement, dont tels que les composés organofluorés (notamment utilisés pour l'imprégnation des textiles), que l'on retrouve maintenant dans le corps des enfants qui mangent des globicéphales.
En 1977, des dosages faits en laboratoire montrent une contamination élevée de la viande de globicéphales elle-même (muscle), et des taux encore environ 100 fois plus élevés dans le foie et les reins. Ils ont conduit le médecin-chef des Îles Féroé à recommander à la population générale de ne pas dépasser un seul repas principal de viande de cétacé par semaine, tout en évitant systématiquement de manger le foie et les reins.
Depuis, toutes les études qui se sont succédé montrent une augmentation de la contamination de la viande, de la graisse, du foie et des reins des cétacés et notamment des globicéphales.
Au début des années 2010, le taux de mercure des globicéphales était de 2 microgrammes par gramme (soit le double de la valeur limite dérogatoire la plus élevée (1 microgramme par gramme) autorisée pour les thons, espadons, Marlins et autres espèces de poissons les plus contaminés). L'Agence américaine de protection de l'environnement (EPA) recommande de ne pas dépasser 0,1 microgramme de mercure dans l'apport alimentaire total par kilogramme de poids corporel (recommandation basée sur la Recherche issue des Îles Féroé) ; autrement dit, pour un adulte moyen de 70 kg, manger 3,5 grammes (0,0035 kg) de viande de globicéphale par jour suffit à atteindre le seuil à ne pas dépasser, rien que pour le mercure (pour rappel, un sucre pèse 8 g et plus précisément 7,94 g).
Le mercure n'est cependant pas le seul contaminant de cette viande. En 1989, au vu des taux élevés d'organochlorés (PCB notamment) des graisses de globicéphales capturés en 1987 (27 µg par gramme de graisse et de 19 µg/g pour le DDT en moyenne), les autorités recommandent à la population générale de ne pas manger plus de 150 à 200 g de viande de baleine par semaine et pas plus de 100 à 200 g de graisse par mois, et de s'abstenir complètement de manger du foie et des reins.
En dépit des efforts faits pour moins polluer dans le monde, vers 2010, la graisse de globicéphale et de tous les cétacés à dents contient encore des taux très hauts de divers POPs (polluants organiques persistants). Ainsi, les taux moyens de BPC et le DDE dépassent 10 microgrammes pour 160 grammes de graisse.
Des cohortes d'enfants ont été suivis à partir de leur naissance dans les Îles Féroé pour évaluer les effets sur leur santé de leur l'exposition (in utero puis dans l'enfance) au mercure et au organochlorés. Le suivi d'une cohorte de 1022 naissances consécutives générée en 1986-1987, a ainsi permis de confirmer que « le mercure de la viande de globicéphale affecte négativement le développement fœtal du système nerveux ; l'effet mercure est encore détectable à l'adolescence, ; le mercure de l'alimentation maternelle affecte la tension artérielle des enfants; les contaminants de la graisse affectent négativement le système immunitaire faisant que les enfants réagissent moins bien aux immunisations (immunisations vaccinales y compris), ; les contaminants de la viande de globicéphales semblent augmenter le risque de développer la maladie de Parkinson chez ceux qui en mangent souvent ; le risque d'hypertension et d'artériosclérose des artères carotides est augmenté chez les adultes qui ont eu une exposition accrue au mercure ; les septuagénaires atteints de diabète de type 2 ou d'une glycémie à jeun altérée avaient tendance à avoir des concentrations de PCB plus élevées et une consommation passée plus élevée d'aliments traditionnels, en particulier pendant l'enfance et l'adolescence ». De nombreux enfants féroéens ont été ou sont encore victimes d'une intoxication plus ou moins chronique par le mercure (hydrargyrisme). La sécrétion d'insuline est affectée par la consommation de viande polluée, contribuant à la genèse du diabète de type 2 par ailleurs scientifiquement associée aux expositions chroniques à des contaminants alimentaires lipophiles persistants. En 2012, une étude a conclu que « du point de vue de la santé humaine » le globicéphale ne devrait plus être utilisé pour la consommation humaine.
En novembre 2008, les médecins-chefs des Îles Féroé avaient déjà fait savoir que les globicéphales noirs ne soient plus considérés comme propices à la consommation humaine en raison du niveau de mercure et de résidus de pesticides dans la chair de ces animaux en particulier chez l'enfant et la femme enceinte, mais en 2011 les autorités vétérinaires féroïennes recommandent aux habitants de limiter la consommation de chair et de graisse de cétacé à un repas par mois. Le gouvernement recommande aux femmes enceintes d'éviter totalement la consommation de viande de cétacé.
En 1989, 1999, 2008 et 2011, après que les autorités féroïennes ont recommandé de limiter la consommation de chair de globicéphale (abats notamment), le taux de mercure a diminué dans le sang des Féroïens adultes, mais la consommation de graisse persiste bien qu'en moindre quantité, faisant que les taux de PCB, polluant liposoluble très persistant, stagnent encore.
Une « Cohorte n°3 » de 547 enfants nés entre le 1er avril 1998 et le 29 février 2000, de mères moins exposés au méthylmercure et eux-mêmes moins exposés dans l'enfance car ne mangeant plus de reins ni de foie et moins de viande de cétacés à dents) a été constitué à l'hôpital principal de Tórshavn. Le suivi de cette cohorte a montré que leur taux de mercure a diminué « permettant ainsi une meilleure caractérisation des effets possibles des PCB et d'autres contaminants lipophiles (...) ». Un sous-groupe d'enfants de cette cohorte a été examiné en pour les paramètres immunologiques à l'âge de 11 et 18 mois puis à l'âge de 7 ans. Des déficits de concentration, troubles de la mémoire et du langage ont été observés chez des enfants de 7 ans. Une partie de la population féroïenne souffre ainsi anormalement de troubles nerveux. Cela peut se manifester chez les adultes par des altérations des fonctions visuelles, somatosensorielles et motrices. Si les études faites sur la population ne montrent plus de déficit neurologique grave chez les enfants de 0  à   14 ans, en revanche, une baisse de performances de tests neuropsychologiques et des performances scolaires a priori liée aux taux de mercure est observée. Sa réversibilité est difficile à évaluer, car les effets d'une exposition prénatale au mercure sont encore visibles à 14 ans.
Comme l'exposition aux contaminants a beaucoup évolué dans les années 1990 et 2000, une nouvelle cohorte de naissance (cohorte n°5, composée de 490 enfants) a été constituée d'octobre 2007 à avril 2009. Elle a montré une diminution de l'exposition au méthylmercure (essentiellement stocké dans la viande), mais aucune amélioration de l'exposition aux polluants liposolubles tels que les organochlorés (plutôt stockés dans la graisse des cétacés). L'examen par un pédiatre de ces enfants à l'âge de 2 semaines puis 18 mois (de manière approfondie pour le système nerveux central et le système immunitaire) a montré ou confirmé un effet délétère des POPs sur leur système immunitaire.
Au vu de leurs teneurs en divers contaminants, en 2008, Bulbeck et al. invoquent notamment le principe de précaution (inscrit dans la déclaration des Îles Féroé) pour interdire toute consommation de viande provenant de globicéphales.
Les recommandations sanitaires ont été clivantes au sein de la communauté voire des familles, et assimilées par certains (nationalistes notamment) à une supposée propagande anti-chasse et/ou présentées comme une attaque contre les traditions. Certains féroïen ont aussi nié les risques pour la santé, et accusent la communication préventive et de santé publique d'être manipulée pour faire le jeu des « anti-chasse à la baleine ». Il est certain que la consommation des viandes a diminué, mais la graisse semble encore utilisée et en 2017 un sondage fait auprès de 400 féroïens laissait penser que plus de 88 % d'entre eux avaient récemment mangé des aliments issus d'un grindadráp.

## Documentaire
Un grind est filmé dans le documentaire Seaspiracy sorti en 2021, avec le témoignage d'un des habitants y ayant participé.

### En littérature jeunesse
En 2022, les éditions jeunesse Evalou publie un livre intitulé « Captain Paul, Sauvons les globicéphales » dans la collection Captain Paul dédiée à Paul Watson et Sea Shepherd qui explique aux enfants la tradition du Grindadráp, à destination des enfants de 3 à 8 ans.

### En littérature
En 2025, le romancier Caryl Férey publie un polar intitulé Grindadráp, dont le narrateur est membre de l'association Sea Shepherd, et dont l'action se passe en grande partie aux îles Féroé.